# 兰立俊
兰立俊，中华人民共和国政治人物、外交官。
2005年，接替卢树民，担任中华人民共和国驻印度尼西亚大使。2008年，由章启月接任。
2008年，接替卢树民，担任中华人民共和国驻加拿大大使。2011年，由章均赛接任。
2011年，接替陈明明，担任中华人民共和国驻瑞典大使。